# Unterlimpurger Straße 53 (Schwäbisch Hall)

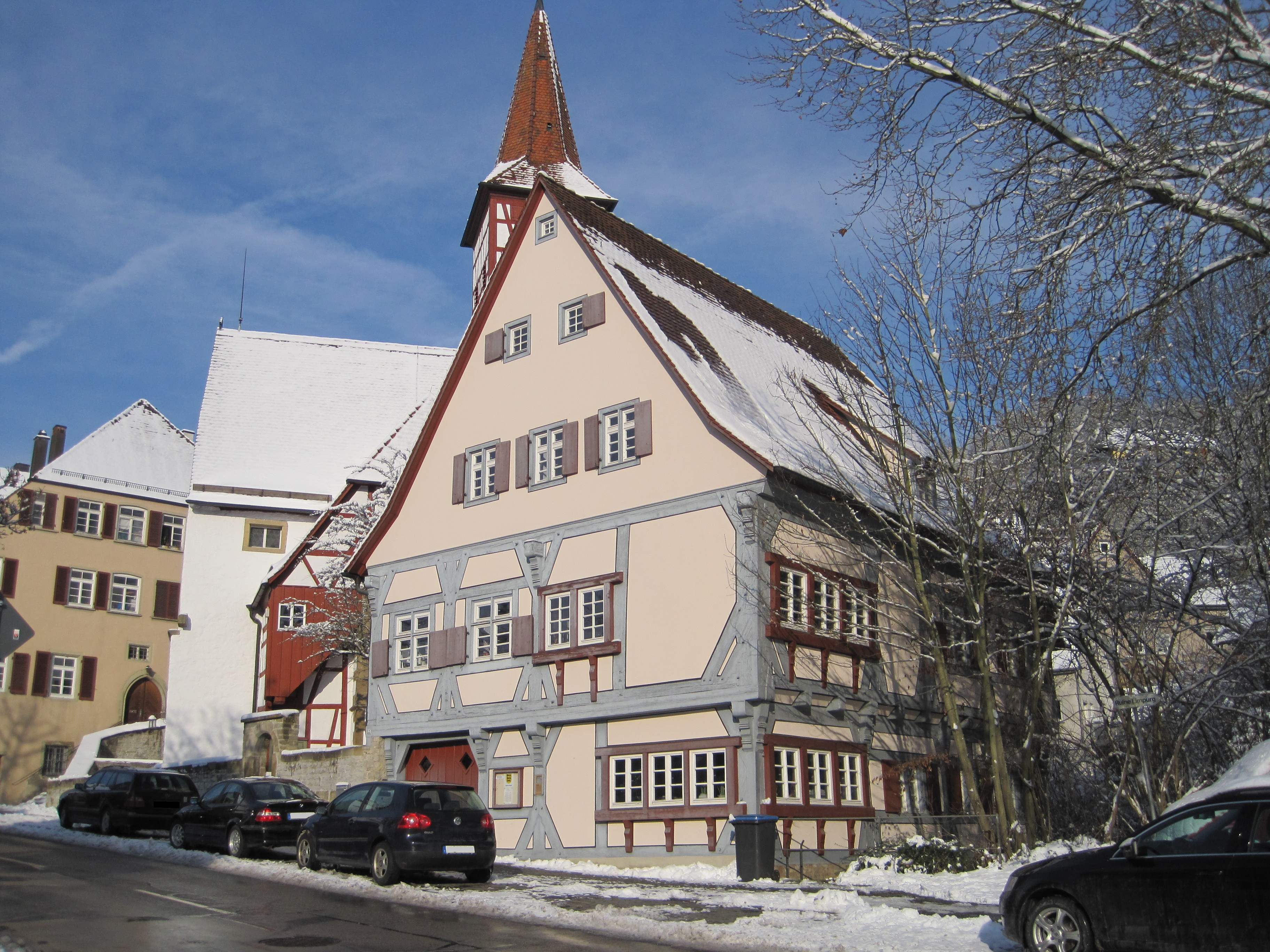
Nagelschmiede Unterlimpurger Straße 53 (2015)

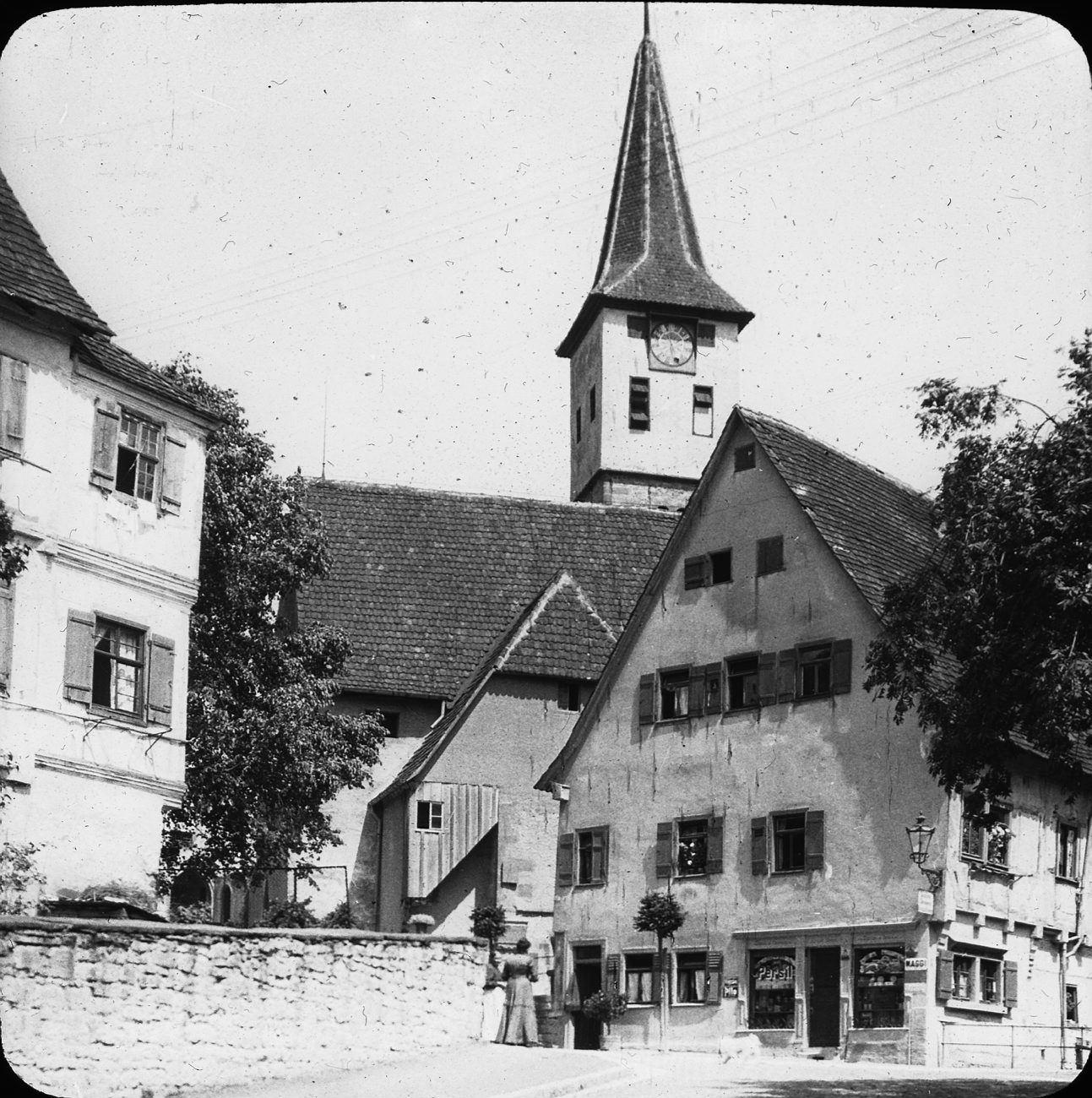
Fachwerkhaus Unterlimpurger Straße 53 historisch, vorne rechts, im Sommer 1911

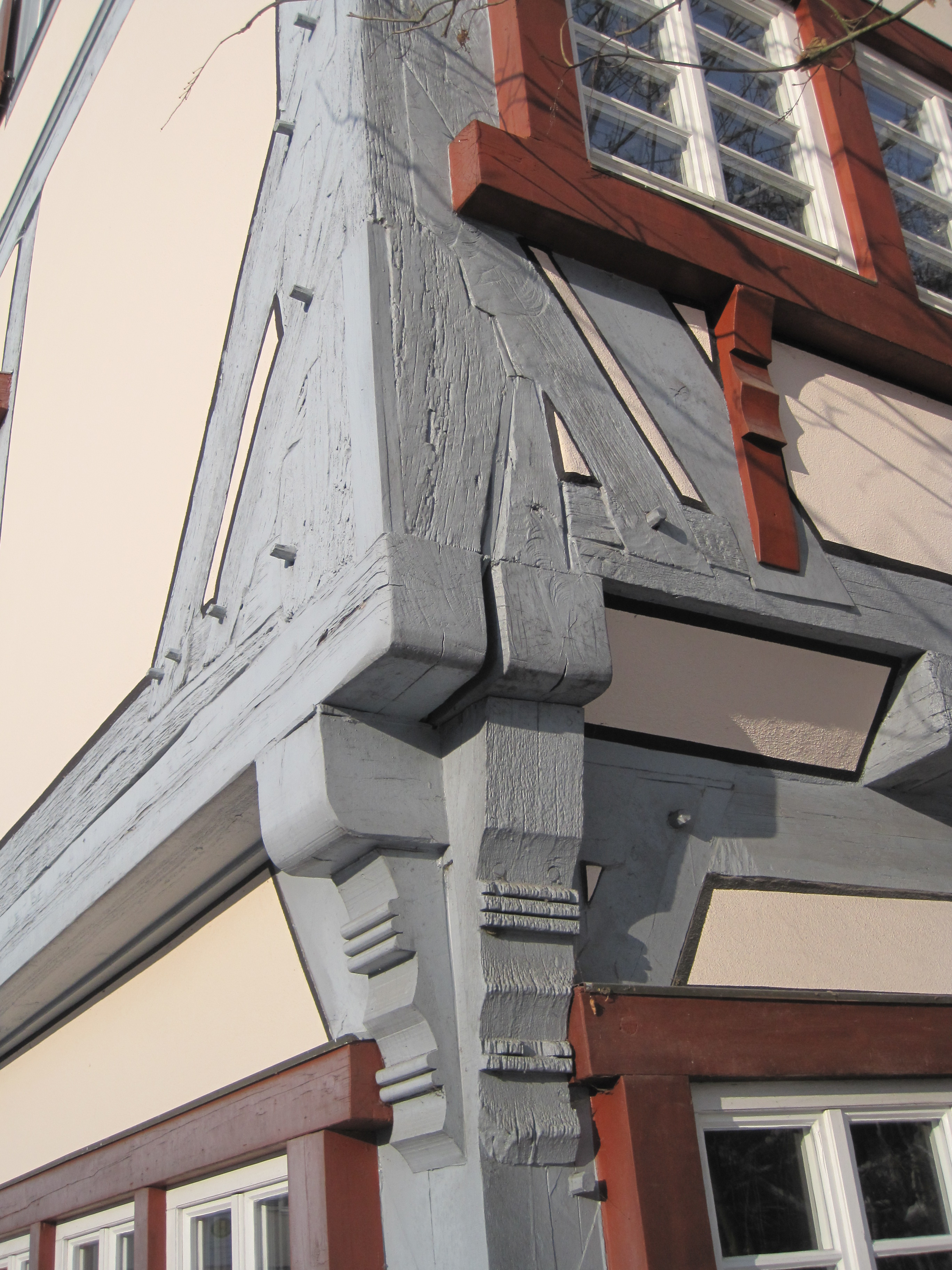
Südöstliche Hausecke mit Verzapfungen

Das Haus Unterlimpurger Straße 53 in Schwäbisch Hall ist ein spätmittelalterliches Gebäude und Baudenkmal im Stil der Gotik, dessen Errichtung dendrochronologisch auf das 15. Jahrhundert datiert wurde. Das Haus wurde über Jahrhunderte als Nagelschmiede, Schlosserei sowie Wohn- und Geschäftshaus genutzt und befindet sich in der Unterlimpurger Vorstadt in Schwäbisch Hall. Heute wird das Gebäude weiterhin als Büro- und Wohngebäude genutzt. So befinden sich die Amtsräume des Gerichtsvollziehers des Amtsgerichts Schwäbisch Hall im Erdgeschoss.

## Lage
Das Haus befindet sich direkt im Ensemble der Kirche St. Urban in der Unterlimpurger Straße etwa einen halben Kilometer südöstlich des mittelalterlichen Stadtkerns von Schwäbisch Hall. 

## Beschreibung
Bei dem Gebäude handelt es sich um ein dreigeschossiges Fachwerkhaus mit Mannfiguren, Knaggen, Vorstößen und Verzapfungen. Die heutige graublaue Farbe der Balken des Fachwerks basiert auf einem Befund der vermutlich aus dem 17./18. Jahrhundert stammt. Im Gebäude hat sich eine Bohlenstube am südöstlichen Eck des Hauses erhalten sowie aufwendig gestaltete Bohlendecken im Erd- und Obergeschoss. Auf der nördlichen Rückseite des Gebäudes befindet sich ein originaler Anbau. Architektonisch sind weiterhin die großen Kreuzstockfenster bemerkenswert. Das Haus wird von einem mit Biberschwanzziegeln gedeckten Halbwalmdach abgeschlossen. An der Südostseite des Bauwerks befindet sich ein offener, nicht verdolter Wasserkanal zur Weiterleitung des Badersklingenbachs in den ca. 180 m südwestlich gelegenen Fluss Kocher. 

## Geschichte
Die Errichtung des Hauses wird von der Bauforschung dendrochronologisch in die Mitte des 15. Jahrhunderts datiert. Die Hölzer der Fachwerkkonstruktion des Haupthauses weisen das Fälljahr 1456, die des Anbaus das Fälljahr 1457/58 auf. Über die ursprüngliche Funktion des im Mittelalter auf dem Gebiet der Schenken von Limpurg befindlichen Gebäudes ist bisher wenig bekannt. Eine Untersuchung der Gültbücher und Steuerkataster der Stadt Hall ab dem Jahr 1602 ergab, dass das Gebäude als Nagelschmiede, Schlosserei sowie Wohn- und Geschäftshaus mit einem Ladengeschäft und angeschlossenen Wohngelegenheiten diente. Da Berufsangaben der Besitzer in den Büchern in der Regel fehlen, scheint es sich um die für Unterlimpurg so typischen Tagelöhner, Gelegenheitsarbeiter und Hilfskräfte gehandelt zu haben. Bereits seit dem 8. Oktober 1925 ist das Gebäude Unterlimpurger Straße 53 in das Landesverzeichnis der Baudenkmale in Württemberg aufgenommen.